# مايكل فارتان
مايكل فارتان (بالفرنسية: Michael Vartan)‏ ممثل من مواليد 27 نوفمبر 1968 في إحدى ضواحى باريس من ام بولندية-أمريكية واب أرمني بلغاري.انفصل والديه وهو في الخامسة فقط وقضى مايكل حياته بين أمريكا حيث تعيش والدته وبين فرنسا حيث يعيش ابيه.و لكنه انتقل إلى لوس انجليس للعيش مع والدته وهو في سن 18.

## حياته الفنية
بدا مايكل حياته الفنية في فرنسا بفيلم رجل وامراتان "un homme et deux femmes" عام 1991 ثم فيلم "Promenades d'ete" عام 1992 وادى واحد من أكثر ادواره نجاحا في الولايات المتحدةعام 1999 في فيلم «لم تقبل من قبل» ولكن المع ادواره على الإطلاق في السلسلة التلفزيوني «إيلياس».

## روابط خارجية
- مايكل فارتان على موقع IMDb (الإنجليزية)
- مايكل فارتان على موقع روتن توميتوز (الإنجليزية)
- مايكل فارتان على موقع ألو سيني (الفرنسية)
- مايكل فارتان على موقع أول موفي (الإنجليزية)
- مايكل فارتان على موقع قاعدة بيانات الأفلام السويدية (السويدية)
- مايكل فارتان على موقع إن إن دي بي (الإنجليزية)
- مايكل فارتان على موقع قاعدة بيانات الفيلم (الإنجليزية)
- مايكل فارتان على موقع كينوبويسك (الروسية)